# Mexcala fizi
Mexcala fizi är en spindelart som beskrevs av Wesolowska 2009. Mexcala fizi ingår i släktet Mexcala och familjen hoppspindlar. Inga underarter finns listade i Catalogue of Life.